# Pablo Navarro Susaeta
Pablo Navarro Susaeta (València, 1951) és un sociòleg espanyol.
És professor titular de Sociologia a la Universitat de Oviedo i professor de la Universitat de València en comissió de servei. Va estudiar a la Universitat Autònoma de Madrid i a la Universitat de València, on es va llicenciar i doctorar en el grau de Filosofia.
Catedràtic de batxillerat en excedència, té publicats llibres didàctics sobre educació secundària. A la seua obra acadèmica, ha explorat com s'aplica l'enfocament cibernètic a la ciència social.
A mitjans de la dècada dels 2000, va estar interessat en tres camps d'investigació relacionats, que són: l'anàlisi de la societat humana com a procés d'emergència evolutiva; una teoria de la morfogènesi social basada en l'estudi de les estructures dissipatives de l'acció; i la caracterització de Internet com a matriu d'emergència de una nova dimensió de la socialitat humana -la socialitat artificial-.
És l'escriptor de El holograma social (Madrid, s. XXI, 1994) i de Las dos fuentes de la complejidad social humana (Mèxic D.F., UNAM-CIICH, 2004), a més de contribucions i articles a llibres col·lectius.